# Tanioku Kenshiro
Kenshiro Tanioku (谷奥 健四郎 (Cốc-Áo Kiện-Tứ-Lang) Tanioku Kenshiro, sinh ngày 28 tháng 5 năm 1992) là một cầu thủ bóng đá người Nhật Bản. Anh thi đấu cho Kataller Toyama.

## Sự nghiệp
Kenshiro Tanioku gia nhập câu lạc bộ tại J1 League; Matsumoto Yamaga FC năm 2015. 8 tháng 4 năm anh ra mắt ở J.League Cup (v Ventforet Kofu). Năm 2016, anh chuyển đến Azul Claro Numazu.

## Thống kê câu lạc bộ
Cập nhật đến ngày 23 tháng 2 năm 2018.
| Thành tích câu lạc bộ | Thành tích câu lạc bộ | Thành tích câu lạc bộ | Giải vô địch | Giải vô địch | Cúp                   | Cúp                   | Cúp Liên đoàn | Cúp Liên đoàn | Tổng cộng | Tổng cộng |
| Mùa giải              | Câu lạc bộ            | Giải vô địch          | Số trận      | Bàn thắng    | Số trận               | Bàn thắng             | Số trận       | Bàn thắng     | Số trận   | Bàn thắng |
| Nhật Bản              | Nhật Bản              | Nhật Bản              | Giải vô địch | Giải vô địch | Cúp Hoàng đế Nhật Bản | Cúp Hoàng đế Nhật Bản | J. League Cup | J. League Cup | Tổng cộng | Tổng cộng |
| --------------------- | --------------------- | --------------------- | ------------ | ------------ | --------------------- | --------------------- | ------------- | ------------- | --------- | --------- |
| 2015                  | Matsumoto Yamaga      | J1 League             | 0            | 0            | 0                     | 0                     | 1             | 0             | 1         | 0         |
| 2016                  | Azul Claro Numazu     | JFL                   | 18           | 0            | –                     | –                     | –             | –             | 18        | 0         |
| 2017                  | Matsumoto Yamaga      | J2 League             | 0            | 0            | 3                     | 1                     | –             | –             | 3         | 1         |
| Tổng                  | Tổng                  | Tổng                  | 18           | 0            | 3                     | 1                     | 1             | 0             | 22        | 1         |